# Georg Wisbeck
Georg Wisbeck, auch Georg Wispeck und Jörg von Wiespeck genannt (* vor 1487; † 1518  in Velburg), war Erbkämmerer und Hauptmann des Erzstiftes Salzburg sowie im Landshuter Erbfolgekrieg oberster Hauptmann auf Seiten von Elisabeth und Ruprecht von der Pfalz.
Georg (Jörg) stammt aus der Salzburger Ministerialenfamilie der Wispeck und ist erstmals 1487 als Ritter in der Regensburger Turniergesellschaft nachgewiesen. Vom 24. Oktober 1487 datiert seine Heiratsabrede mit Katharina Nothaft von Wernberg. Später war ein Hans Heinrich Notthafft von Wernberg mit der Enkelin des Georgs, Amalie von Wispeck, verehelicht und hat ein entsprechendes Wappen auf seinem Schloss Triebenbach anbringen lassen.

## Leben

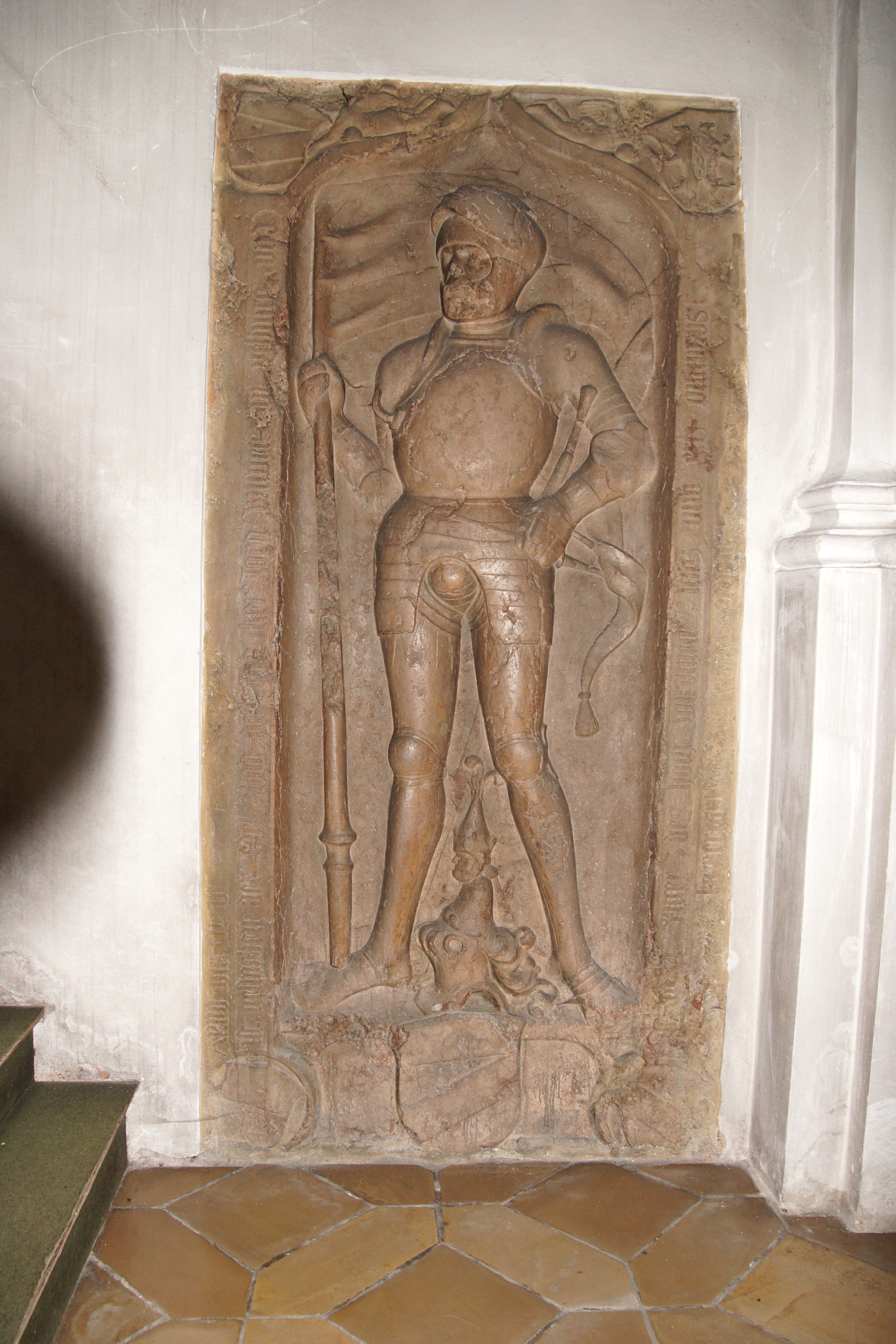

1491 bestimmte ihn Herzog Albrecht IV. zum Schiedsrichter in einer Streitsache zwischen dem Erzbischof Leonhard von Keutschach und Wolfgang Ahaim zu Wildenau wegen der Pflege Tettelham. 
1502 geriet er mit dem Erzbischof Leonhard von Keutschach in einen Streit über geleistete Kriegsdienste, da er seiner Meinung nach zu gering entlohnt worden sei. Dabei begab er sich zu dem Herzog Georg von Bayern und kündigte dem Erzbischof förmlich eine Fehde an (Absagebriefe vom 17. und 19. August 1502), um zu seinem vermeintlichen Recht zu kommen. Eine Rolle dürfte dabei auch seine Heirat mit Katharina Nothaft zu Wernberg gespielt haben. Im Zuge der Auseinandersetzungen fiel er über die Feste Tettelham her und zerstörte diese. Der Erzbischof exkommunizierte ihn daraufhin wegen Zerstörung von Kirchengut. Georg Wisbeck ließ sich davon nicht beeindrucken, sondern fiel über verschiedene Salzburger Besitzungen her; von dem Abt von Stift St. Peter erzwang er sogar eine hohe Zahlung, wenn dieser von ihm unbehelligt bleiben wollte. Auf Vermittlung des Herzogs Georg der Reiche von Bayern-Landshut verglich sich der Erzbischof zu Mosburg mit dem Wisbecken gegen eine hohe Zahlung von 7000 Gulden und eine jährliche Pension von 400 Gulden. 
Im Landshuter Erbfolgekrieg stand Jörg Wiespeck als oberster Hauptmann auf der Seite einer Koalition gegen Kaiser Maximilian I. und Herzog Albrecht IV. Zeitweilig wurde er in dieser Funktion von Georg von Rosenberg abgelöst, übernahm aber nach dessen Tod wieder das Oberkommando. Obwohl die Pfälzische Partei in der Schlacht von Wenzenbach eine Niederlage erlitten hatte, gehörte Jörg zu den schärfsten Gegnern von Friedensverhandlungen. Um diese zu stören, griff er im Dezember 1504 Vilshofen an, musste sich aber nach schweren Verlusten in den Hauptstützpunkt Landshut zurückziehen. Im Gegenzug sollte der auf Seiten Herzog Albrechts agierende Reinprecht von Reichenburg Niederbayern abkehren, d. h. von den Pfälzer Truppen und ihren Verbündeten säubern. Reinprecht rückte von Rosenheim kommend über Laufen nach Ried im Innkreis vor. Hier erwartete er österreichische Verstärkungen und konnte Anfang Januar 1505 mit 3000 Fußknechten und 700 Reisigen unter schweren Plünderungen nach Schärding und weiter in das Rottal weiterziehen. In Eggenfelden schlug er sein Hauptquartier auf und schickte von hier Beutekommandos nach allen Richtungen aus. Am 23. Januar 1505 stieß der Unterhauptmann Jörg von Seinsheim mit 300 Reisigen nach Westen vor und eroberte Vilsbiburg, das nur zwei Meilen von Landshut entfernt lag. Wisbeck setzte mit 200 Reisigen den abziehenden Feinden nach und erreichte sie bei Gangkofen. Zunächst forderte er Jörg von Seinsheim zu einem Zweikampf heraus. Dieser nahm an, wurde jedoch vom Pferd gerannt und von einem Knecht des Georg Wisbeck erstochen. Der nachfolgende Kampf blieb mehr oder weniger unentschieden, aber die kaiserlichen Truppen machten mehr Gefangene. Dieser Angriff, die letzte größere Schlacht im Landshuter Erbfolgekrieg, verschaffte Georg Wisbeck unter den Bauern großes Ansehen, die in ihm – in Verkennung der Tatsachen – einen Befreier vom fremden Joch sahen. Wisbeck hatte zwar die Waffenehre und seinen Ruf als tapferer Kriegsmann gerettet, mehr aber nicht. Der Krieg war für die pfälzische Partei verloren, und das niederbayerische Erbe wurde in der Folge aufgeteilt.
1506 war Georg einer der Kommissionäre bei den Taxationsverhandlungen, bei denen das Erbteil für die Enkel von Georg dem Reichen, Ottheinrich und Philipp, festgelegt wurde. 1510 und 1514 ist er pfalzgräflicher Rat sowie Landrichter und Pfleger in Burglengenfeld. Für seine Verdienste als Feldhauptmann im Landshuter Erbfolgekrieg hatte Georg am 14. Oktober 1507 von Herzog Philipp von der Pfalz die Herrschaft Velburg erhalten, ebenso das Schloss Schönberg und den Sitz zu Greilsberg. Er und auch sein Sohn Hans Adam nannten sich „zu Velburg und Winkl“. 1509 wurde er mit dem Halsgericht von Burg Wernberg belehnt. In Velburg ging Georg Wisbeck daran, in seinem Territorium die Reichshoheit durchzusetzen. Er war sehr erfolgreich, das zersplitterte Gebiet seiner Herrschaft zu arrondieren, indem er mehrere Güter hinzukaufte, so 1507 die im Krieg zerstörte Adelburg, 1510 einen Meierhof in Altenveldorf (der Vorläufersiedlung der Stadt Velburg), 1513 zwei Höfe in Gastelshof und 1517 den größten Teil von Seubersdorf und vieles andere mehr.

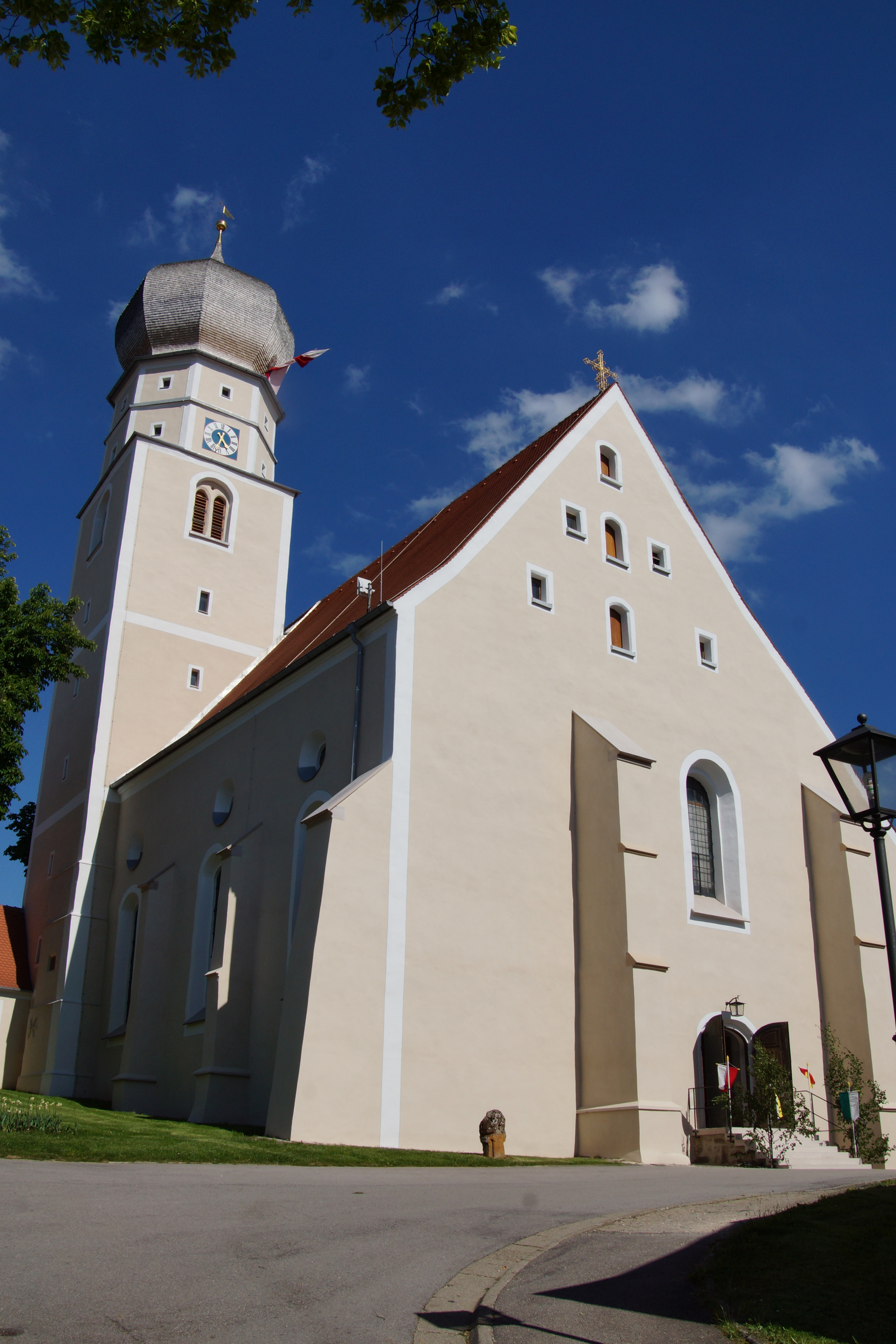
Stadtpfarrkirche St. Johannes der Täufer in Velburg

1518 verstarb Georg Wiesbeck; er wurde in der Stadtkirche Velburg beigesetzt. Eine Rotmarmorplatte erinnert hier an diesen Ritter. Sein Nachfolger wurde 1523 sein Sohn Hans Adam Wiesbeck, der die Erwerbspolitik seines Vaters erfolgreich fortsetzte und die Herrschaft Velburg ausbaute.